# Chalybion tomentosum
Chalybion tomentosum är en biart som beskrevs av Hensen 1988. Chalybion tomentosum ingår i släktet Chalybion och familjen grävsteklar. Inga underarter finns listade i Catalogue of Life.